# Hide Your Face
Hide Your Face é o primeiro álbum do músico japonês hide, lançado em 23 de fevereiro de 1994. A arte da capa apresenta uma reprodução de uma máscara, criada por H. R. Giger, para Screaming Mad George. O álbum foi re-lançado no Japão apenas no formato SHM-CD, em 3 de dezembro de 2008.
A canção "Frozen Bug '93 (Diggers Version)" é uma versão remixada de "Frozen Bug", uma canção que hide escreveu e cantou com os membros do Luna Sea; J e Inoran, no banda M*A*S*S, na coletânea Dance 2 Noise 004, de 1993. Yoshiki compôs uma peça baseada em "Exit Psychommunity" como introdução para o álbum de tributo a hide de 1999, Hide Tribute Spirits. O baixista americano T.M. Stevens, que interpreta no álbum, gravou um cover de  "Blue Sky Complex" para o seu álbum de 1999, Radioactive.

## Recepção
A primeira edição alcançou a primeira colocação na Oricon Albums Chart e a segunda edição alcançou a nona. Já o relançamento de 2008 alcançou a 223ª posição. O álbum foi certificado Ouro pela RIAJ em março de 1994, Platina em janeiro de 1995 e Platina Dupla em fevereiro de 2020 por vender mais que 500 mil cópias.
Foi considerado um dos melhores álbuns de 1989 a 1998, em uma edição de 2004 da revista musical Band Yarouze.

## Faixas
| Lista de faixas |                                    |                     |         |  |
| N.º             | Título                             | Compositor(es)      | Duração |  |
| 1.              | "Psychommunity"                    | hide                | 4:04    |  |
| 2.              | "Dice"                             | hide                | 3:03    |  |
| 3.              | "Scanner"                          | hide                | 3:23    |  |
| 4.              | "Eyes Love You (T.T. Version)"     | hide, Yukinojo Mori | 5:57    |  |
| 5.              | "D.O.D. (Drink Or Die)"            | hide                | 2:17    |  |
| 6.              | "Crime of Breen St."               | hide                | 1:17    |  |
| 7.              | "Doubt (Remix Version)"            | hide                | 4:42    |  |
| 8.              | "A Story"                          | hide                | 3:13    |  |
| 9.              | "Frozen Bug '93 (Diggers Version)" | hide, M*A*S*S       | 4:44    |  |
| 10.             | "T.T. Groove"                      | hide                | 0:31    |  |
| 11.             | "Blue Sky Complex"                 | hide                | 5:35    |  |
| 12.             | "Oblaat (Remix Version)"           | hide                | 4:47    |  |
| 13.             | "Tell Me"                          | hide                | 4:44    |  |
| 14.             | "Honey Blade"                      | hide                | 4:31    |  |
| 15.             | "50% & 50% (Crystal Lake Version)" | hide, Yukinojo Mori | 5:33    |  |
| 16.             | "Psychommunity Exit"               | hide                | 19:57   |  |

## Créditos
- hide – vocais, guitarra
- Kazuhiko "B-side" Inada – co-produtor, sintetizador de programação
- Terry Bozzio – bateria nas faixas 2, 4, 10, 11, 14
- Mitsuko Akai – bateria nas faixas 8, 13
- Junji Ikehata – bateria na faixa 15
- T.M. Stevens – baixo nas faixas 2, 4, 10, 11, 14
- Michiaki Suzuki – baixo na faixa 12
- Toshihiro Nara – baixo na faixa 15
- Rich "Korede-iinoda" Breene – piano rhodes na faixa 6
- Neil Larson – orgão na faixa 11
- Jerry Hey, Gary E. Grant, William F. Reichenbach – Trompa na faixa 11
- Maxine Waters, Julia Waters, Carmen Twillie – coro na faixa 11
- Byron Berline – fiddle na faixa 15

Créditos retirados do encarte do álbum.